# Iommi
Iommi es el primer álbum en solitario del guitarrista de Black Sabbath Tony Iommi, editado en el año 2000 por Priority Records.

## Detalles
El disco consta de 10 canciones, y es técnicamente la primera incursión solista del guitarrista, teniendo en cuenta que Seventh Star, de 1986, el cual iba a ser su primer álbum solo, fue finalmente lanzado como un trabajo de Black Sabbath. 
Este álbum tomó unos 5 años en ser completado, y Iommi estuvo acompañado por gran cantidad de figuras del heavy metal, rock alternativo e incluso pop rock, como Henry Rollins, Skin (de Skunk Anansie), Brian May (de Queen), Dave Grohl (de Foo Fighters), Phil Anselmo de Pantera), Serj Tankian (de System of a Down), Billy Corgan (de The Smashing Pumpkins), Ian Astbury (de The Cult), Peter Steele (de Type O Negative), Billy Idol, Ben Shepherd (de Soundgarden), Matt Cameron (de Pearl Jam y también de Soundgarden); y sus viejos compañeros en Black Sabbath: Ozzy Osbourne, Laurence Cottle y Bill Ward.

## Lista de canciones
1. «Laughing Man» (In The Devil Mask) – con Henry Rollins (Iommi, Marlette, Rollins)
2. «Meat» – con Skin (Iommi, Marlette, Skin)
3. «Goodbye Lament» – con Dave Grohl (Grohl, Iommi, Marlette)
4. «Time is Mine» – con Phil Anselmo (Anselmo, Iommi, Marlette)
5. «Patterns» – con Serj Tankian (Iommi, Marlette, Tankian)
6. «Black Oblivion» – con Billy Corgan (Corgan, Iommi)
7. «Flame On» – con Ian Astbury (Astbury, Iommi, Marlette)
8. «Just Say No to Love» – con Peter Steele (Iommi, Marlette, Steele)
9. «Who's Fooling Who» – con Ozzy Osbourne (Iommi, Marlette, Osbourne)
10. «Into the Night» – con Billy Idol (Idol, Iommi, Marlette)

## Sencillos
Billboard (Norteamérica)
| Año  | Sencillo         | Lista                  | Posición |
| ---- | ---------------- | ---------------------- | -------- |
| 2000 | "Goodbye Lament" | Mainstream Rock Tracks | #10      |

## Créditos
- Tony Iommi – guitarras (guitarra líder en todos los tracks excepto en tracks 3 & 7, guitarra rítmica en todos los tracks excepto en tracks 2 & 6)

Invitados
- Ace (Martin Kent) – guitarra rítmica en track 2
- Brian May – guitarra líder en tracks 3 & 7
- Bob Marlette – teclados, programación, bajo en track 2
- Henry Rollins – voz en track 1
- Skin – voz en track 2
- Dave Grohl – voz y batería en track 3
- Phil Anselmo – voz en track 4
- Serj Tankian – voz en track 5
- Billy Corgan – voz, bajo y guitarra rítmica en track 6
- Ian Astbury – voz en track 7
- Peter Steele – voz y bajo en track 8
- Ozzy Osbourne – voz en track 9
- Billy Idol – voz en track 10
- Terry Phillips – bajo en track 1
- Laurence Cottle – bajo en tracks 3, 4, 5, 7, 8 & 9
- Ben Shepherd – bajo en track 10
- Jimmy Copley – batería en tracks 1 & 5
- John Tempesta – batería en track 2
- Matt Cameron – batería en tracks 4, 7, 8 & 10
- Kenny Aronoff – batería en track 6
- Bill Ward – batería en track 9